# James Herbert (1623-1677)
Pour les articles homonymes, voir James Herbert et Herbert.
James Herbert (c. 1623 - avril 1677) est un homme politique anglais qui siège à la Chambre des communes de 1646 à 1677.

## Biographie
Il est le fils de Philip Herbert (4e comte de Pembroke) et de son épouse Susan de Vere, fille d'Edward de Vere, 17e comte d'Oxford. Il s'inscrit au Jesus College de Cambridge le 15 juin 1638, à l'âge de 15 ans .
En mai 1646, il est élu député de Wiltshire au Long Parlement . Il siège jusqu'à ce qu'il soit exclu lors de Purge de Pride en décembre 1648. Il reçoit le MA à Oxford le 12 avril 1648 .
En 1659, il est élu député de Queenborough au troisième Parlement du protectorat . Il est réélu député de Queenborough en 1660 pour le Parlement de la Convention et en 1661 pour le Parlement cavalier. Il siège jusqu'à sa mort en avril 1677.
Herbert possède Tythrop Park, Kingsey, Buckinghamshire , que sa femme hérite de son grand-père en 1650 . Il est décédé à l'âge de 54 ans .
Herbert épouse Jane Spiller, fille de Sir Robert Spiller de Laleham, Middlesex en 1645, lorsque son père construit le manoir de Milton Kent pour lui. Son fils James lui succède . Sa fille Mary épouse Robert Worsley (3e baronnet). Sa fille Jane épouse Sir Walter Clarges (1er baronnet) .